# Onze-Lieve-Vrouw Tenhemelopnemingskerk (Einighausen)
De Onze-Lieve-Vrouw Tenhemelopnemingskerk is een kerkgebouw in de Nederlandse plaats Einighausen (gemeente Sittard-Geleen, provincie Limburg). De parochiekerk is gewijd aan de tenhemelopneming van Maria. De kerk ligt aan de Heistraat, de doorgaande straat door het dorp. Het gebouw is een rijksmonument.

## Geschiedenis
Einighausen had vanaf 1688 een eigen kapel, behorend tot de parochie Limbricht. In 1836 werd Einighausen een zelfstandige parochie en in 1840 werd de eerste (inmiddels verdwenen) kerk gebouwd, op de plaats waar nu het Heilig Hartbeeld staat. De huidige kerk werd gebouwd tussen 1905 en 1906.

## Beschrijving
De Onze-Lieve-Vrouw Tenhemelopneming is een door de neogotiek beïnvloede neoromaanse kruisbasiliek, gebouwd naar een ontwerp van architect Caspar Franssen. Het kerkgebouw heeft korte kruisarmen, een kort vijfzijdig koor en twee westtorens met rombisch dak die samen een dubbeltorenfront vormen. De pastorie uit 1935 aan de noordzijde is een gemeentelijk monument. Ten oosten van het kerkgebouw bevindt zich een groot kerkhof. Het kerkgebouw werd in 1987 gerestaureerd.

## Fotogalerij

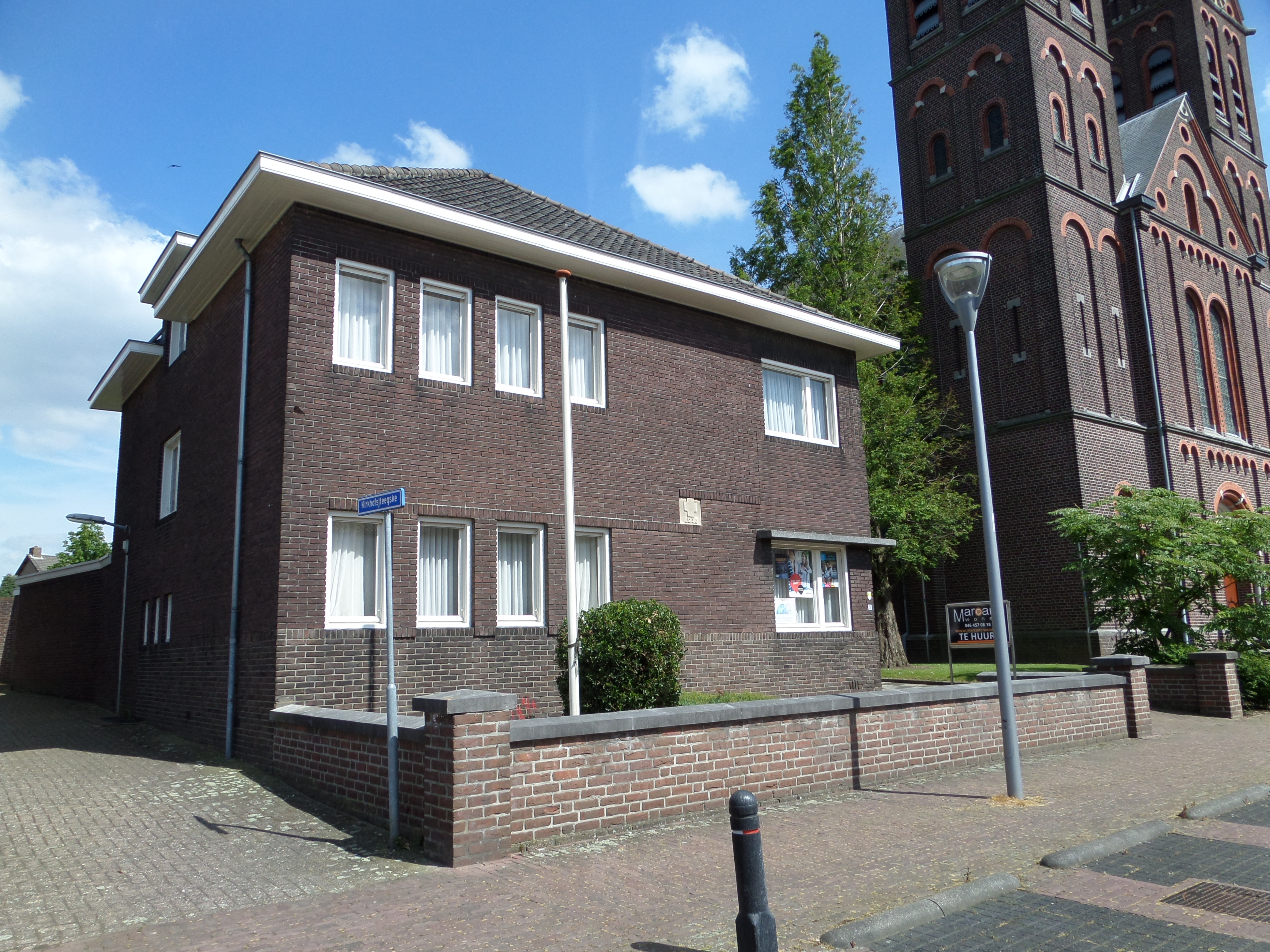
Pastorie
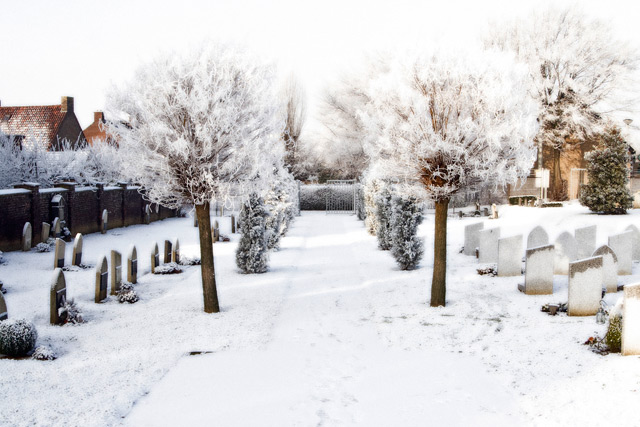
Kerkhof
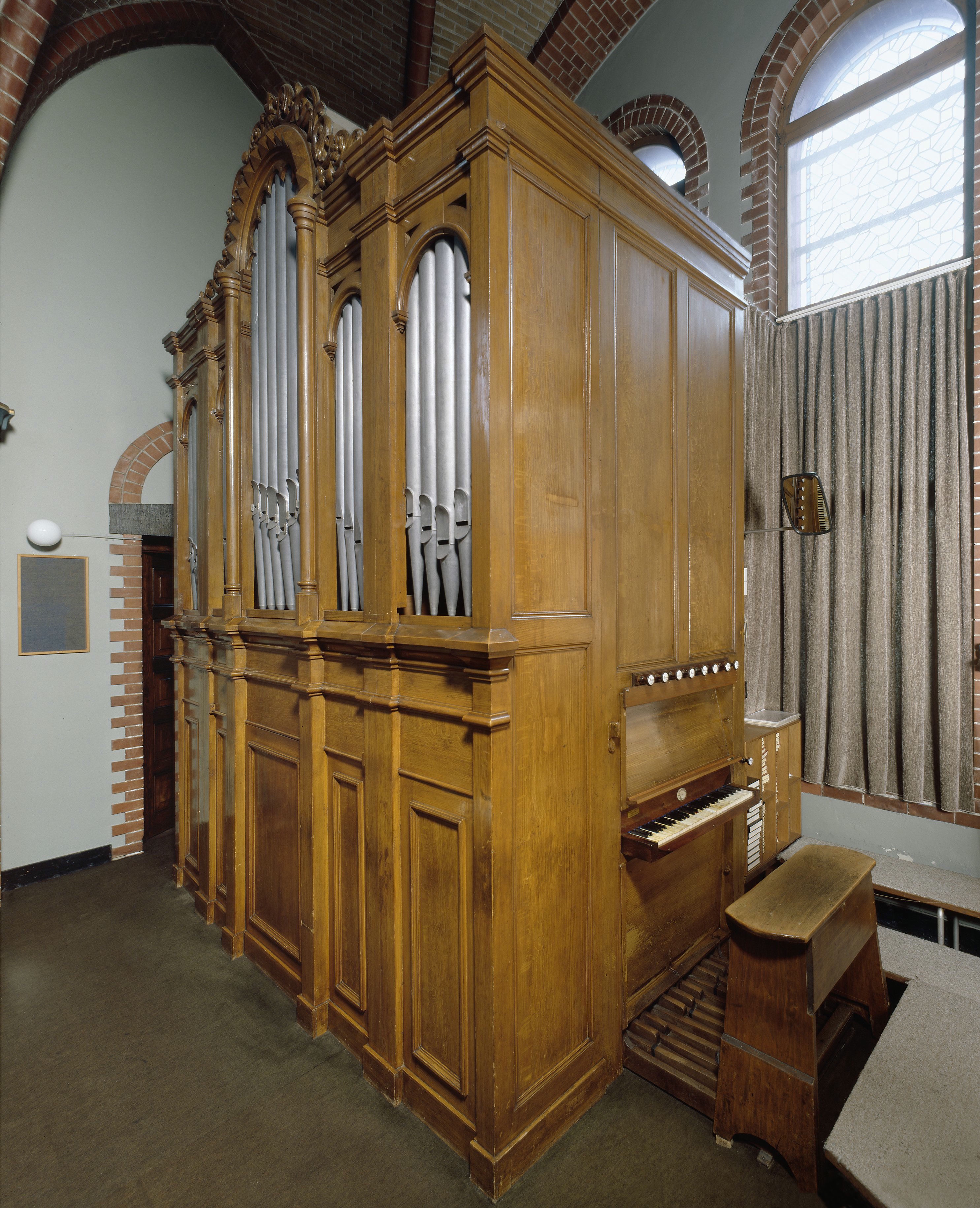
Orgel